# 国家广播电视总局信息中心
国家广播电视总局信息中心是经中央编办批准成立的国家广播电视总局直属事业单位，负责网站运营等事项。

## 主要职责
一、承担总局机关办公自动化和相关网站的运行、维护工作；
二、承担广电政务专网的建设、运行和管理工作；
三、承担总局信息资料管理利用和交流工作；
四、承担总局交办的其他事项。